# Film catastrophe (film)
Pour plus de détails, voir Fiche technique et Distribution.
Film catastrophe (Disaster Movie) est une parodie américaine de film catastrophe réalisé et écrit par Jason Friedberg et Aaron Seltzer, et produit par Peter Safran sorti le 29 août 2008. 
Le film débute une nuit, lors d'une fête d'anniversaire, où des jeunes gens voient la Terre être frappée par une chute de météorites, des ouragans et autres catastrophes naturelles. Les survivants vont alors tout faire pour essayer d'arrêter ce désastre.
Bien que le film soit principalement une parodie de film catastrophe, il fait également référence à de nombreux autres films, émissions de télévision, personnes et événements de la culture pop de l'époque. Il met en vedette Matt Lanter, Vanessa Minnillo, Gary « G Thang » Johnson, Crista Flanagan, Nicole Parker, Ike Barinholtz, Carmen Electra, Tony Cox et Kim Kardashian dans son premier long métrage. Il est distribué au Québec sous le titre Film catastrophe.
Ce film fait partie de la vague des films parodiques, commencée en 2000 avec Scary Movie. Le film a été critiqué par les critiques et le public pour son humour adulte forcé, ses références excessives à la culture pop et son écriture, son jeu d'acteur et sa mise en scène médiocres, beaucoup le considérant comme le pire film réalisé par Friedberg et Seltzer, ainsi que l'un des pires films de tous les temps. Le film a reçu six nominations pour la 29e cérémonie des Razzie Awards. Le film a sous-performé au box-office, rapportant 34,8 millions de dollars contre un budget de 20 millions de dollars.

## Synopsis
Au cours d'une soirée, un groupe d'adolescents se trouve assailli par plusieurs catastrophes naturelles et événements surprenants.
En l'an 10 001 av. J.-C., un homme des cavernes fuit un prédateur à travers une plaine et se bat immédiatement avec Wolf, un bodybuilder égocentrique et qui a pour habitude d'imiter un loup quand son nom est prononcé. Après l'avoir vaincu, l'homme des cavernes rencontre alors le prédateur, Amy Winehouse, buveuse d'essence et à dents de sabre, qui l'informe que la fin du monde aura lieu le 29 août 2008 et que leur destin réside dans un crâne de cristal.
La séquence se révèle alors être un rêve de Will, le personnage principal du film. Il découvre alors que sa petite amie Amy a une liaison avec Flavour Flav, et elle rompt avec Will parce qu'il n'admet pas ses vrais sentiments pour elle.
Plus tard dans la journée, Will organise une soirée sur le thème de l'émission "Mon incroyable anniversaire" (émission de télé-réalité où des adolescents fêtent leur 16ème anniversaire) chez lui, bien qu'il ait 25 ans. Les invités incluent Juney, le Dr Phil, le meilleur ami de Will, Calvin, et Anton Chigurh (l'antagoniste du film : No Country for Old Men), entre autres. Pendant la fête, Amy arrive avec son nouveau petit ami, un mannequin de sous-vêtements Calvin Klein. La fête s'arrête alors lorsque la salle tremble et les lumières s'éteignent. Un bulletin à la radio annonce qu'il y a une pluie de météorites et que c'est la fin du monde. Auparavant, Hancock (film) tente de fuir la ville après avoir entendu le tremblement de terre mais se cogne accidentellement à une lampe d'éclairage nocturne et est assommé. Plus tard, dans une parodie de Le Jour d'après (film, 2004), la ville commence à geler et Will, Juney, Calvin et la petite amie de Calvin, Lisa, se retirent dans un garage pour s'abriter. Lorsque Juney mentionne que les calamités sont causées par le réchauffement climatique, Will réalise que son rêve d'homme des cavernes pourrait être lié. Plus tard, Will est réprimandé par les autres pour ne pas s'engager dans sa relation avec Amy.
Le gang quitte le garage et Will reçoit un appel d'Amy, où il admet ses sentiments pour elle avant que l'appel ne soit interrompu. Il décide d'aller sauver Amy. Lisa est ensuite tuée par un météore, même que Calvin prononce même la célèbre phrase de la mort de Kenny dans South Park : "Oh mon dieu, ils ont tué Lisa ! Espèce d'enfoirés !". Pendant que les autres réconfortent Calvin désemparé, Giselle, une prostituée, sort d'une bouche d'égout et se fait renverser par un taxi. Calvin l'attrape et ils tombent immédiatement amoureux l'un de l'autre. Le proxénète de Giselle, le prince Edwin, défie Calvin dans un combat de danse pour son amour, mais une tornade apparaît et le prince Edwin s'enfuit. Iron Man, Hellboy et Hulk tentent de combattre la catastrophe naturelle, mais tous sont vaincus par les vaches projetées par la tornade. Après s'être abrités, Will, Juney, Calvin et Giselle rencontrent des imitations enragées d'Alvin et des Chipmunks, qui attaquent le gang et tuent Juney. Les "Chipmunks" s'en prennent alors à Will et Calvin, mais ils les piègent dans une poubelle, les étouffant mortellement alors qu'ils tentent de s'échapper.
Sur le chemin du musée où Amy est piégée, le groupe rencontre Batman, qui les informe qu'ils doivent se rendre dans des bus d'évacuation et qu'il n'y aura aucune chance de survie s'ils vont sauver Amy. Avec le temps contre eux, la princesse Giselle tue Speed Racer et le groupe détourne son Mach Five pour se rendre au musée. Sur place, ils sauvent Amy, qui révèle que le Crâne de Cristal est la seule chose qui peut arrêter la fin du monde. Calvin et la princesse découvrent alors que les portes du musée sont fermées et que tous les artefacts ont pris vie, similairement au film : La Nuit au musée y compris Po de Kung Fu Panda, qui combat Calvin mais est vaincu. Lorsque Calvin embrasse la princesse, Calvin tire accidentellement sa perruque et découvre qu'elle est en réalité un travesti. Pendant ce temps, "Po" sort un katana et tue simultanément Calvin et la princesse.
Pendant ce temps, Will et Amy rencontrent Beowulf nu, qui se bat avec Will. Après qu'Amy ait poignardé "Beowulf" dans le dos, Will et Amy rencontrent Indiana Jones, qui se révèle être le père de Will. "Indy" essaie de mettre le crâne de cristal sur l'autel, mais il vole à travers un vitrail de la pièce. Will le fait à la place et évite de nouvelles destructions. Will et Amy ont une cérémonie de mariage interprétée par "The Guru Shitka", qui se termine par un numéro musical sur tous les personnages du film se faisant des fréquentations amicales (ayant des relations sexuelles dans la version non-censurée) parodiant "I'm Fucking Matt Damon" de Sarah Silverman et le film se termine avec les "Chipmunks" écrasés à mort par une vache qui tombe, signalant la fin du film.

## Fiche technique
- Realisation : Jason Friedberg et Aaron Seltzer
- Scénario : Jason Friedberg et Aaron Seltzer
- Production : Jason Friedberg, Aaron Seltzer et Peter Safran
- Distribution : Lionsgate
- Musique : Christopher Lennertz
- Photographie : Shawn Maurer
- Montage : Peck Prior
- Costumes : Frank Helmer
- Décors : Teresa Visinare
- Pays d'origine : États-Unis
- Genre : film catastrophe, parodie
- Format : couleurs - 1,85:1 - DTS / Dolby Digital - 35 mm
- Pays de production :  États-Unis
- Durée : 87 minutes (version cinéma); 88 minutes (version non-censurée)[1]
- Sortie :
  - États-Unis, Québec : 29 août 2008[2]
- Budget : 20 millions de dollars[3]
- Box-office : 34,8 millions de dollars[4]

## Distribution
- Kim Kardashian (VQ : Marika Lhoumeau) : Lisa
- Vanessa Lachey (VQ : Geneviève Désilets) : Amy
- Carmen Electra (VQ : Viviane Pacal) : Erica Bain (L'assassin dans Wanted)
- Matt Lanter (VQ : Martin Watier) : Will
- Gary « G. Thang » Johnson (VQ : Thiéry Dubé) : Calvin
- Nicole Parker (VQ : Annie Girard) : princesse Giselle, Amy Winehouse, Jessica Simpson
- Crista Flanagan (VQ : Camille Cyr-Desmarais) : Hannah Montana, Juno
- Ike Barinholtz (VQ : Gilbert Lachance) : Hellboy, Batman, Beowulf, Prince Caspian, Javier Bardem
- Tony Cox (VQ : Manuel Tadros) : Indiana Jones
- Nick Steele : modèle en sous-vêtements
- Roland Kickinger : Hulk
- Corey Burton : (Narrator)
- Jacob Tolano : Bruce Banner
- Austin Michael Scott : McLover
- Maritza Rodriguez : Cloe
- Noah Harpster : Seth
- Jared S. Eddo : Speed Racer
- John Di Domenico : Love Gourou, Dr. Phil
- Johnny Rock (VQ : Daniel Picard) : Male Enchanted Princess
- Marlene Favela : Violet Nottingham, Laura Luna
- Tad Hilgenbrink (VQ : Nicolas Charbonneaux-Collombet) : Prince Edwin
- Jonas Neal : Justin Timberlake

VQ (Version Québécoise)

## Parodies

### Films et séries TV
- Cloverfield (2008)[6],[7]
- Twister (1996)[8],[9]
- Indiana Jones et le Royaume du Crâne de Cristal (2008)[10]
- 10 000 av. J.-C. (2008)[11]
- American Gladiators (2008)[12],[13]
- High School Musical (2006)[14]
- The Dark Knight (2008)[15]
- SuperGrave (2007)[16]
- Wanted : Choisis ton destin (2008)[17]
- Matrix Revolutions (2003)[18]
- Une vérité qui dérange (2006)[19]
- Rien que pour vos cheveux (2008)[18]

### Célébrités
- Miley Cyrus[20],[21]
- Amy Winehouse[22],[23]
- Michael Jackson[24],[25]
- Flavor Flav[26]
- Dr Phil[27],[28]
- Jonas Brothers[29]
- Jessica Simpson[30]
- Sarah Silverman[20]
- Matt Damon[31]
- Justin Timberlake[29]

## Production
Le 2 avril 2008, moins de trois mois après la sortie du précédent film parodique de Friedberg et Seltzer, Spartatouille, il a été annoncé que le duo est en pré-production sur une parodie de Superbad, dont le titre serait Goodie Two Shoes. Contrairement aux précédents films réalisés par Friedberg et Seltzer, qui ont été financés par Regency Enterprises et distribués par 20th Century Fox, ce film a été financé par Grosvenor Park et distribué par Lionsgate aux États-Unis.

### Tournage
Le tournage a eu lieu dans l'État de Louisiane du 28 avril au 6 juin. Le chef décorateur William Elliott, nommé aux Oscars[En quoi ?] (qui travaille avec le duo depuis Sexy Movie), s'occupe des décors. Le bâtiment de la Chambre de commerce de Shreveport a été utilisé pour le tournage des scènes du musée d'histoire naturelle du film.

## Accueil

### Accueil critique
Souvent considéré comme l'un des pires films de tous les temps sur Rotten Tomatoes avec une note de 1 %), basé sur 73 critiques avec une note moyenne de 1,9/10.
Sur Metacritic, le film a un score de 15/100 basé sur 12 critiques.
Les audiences interrogées par CinemaScore ont donné au film une note de « F » sur une échelle de A+ à F.
Sur Allociné, le film reçoit une note de 1/5 par le public.
Jason Solomons du Guardian écrit que « rien ne peut transmettre la gravité de Disaster Movie , qui serait le pire film jamais réalisé s'il s'agissait d'un film ».
Adam Tobias du Watertown Daily Times émetl'avis suivant : « Je ne vois pas comment quelqu'un pourrait ne pas trouver que Disaster Movie est l'un des pires films de tous les temps », ajoutant que le titre du film était approprié, car le film est « un désastre ». Le journal The Times l'a qualifié de pire film de 2008.
Une des critiques positives publiée sur Rotten Tomatoes est celle de Jim Schembri du journal australien The Age. Schembri l'a qualifié de « stupide mais aussi indéniablement drôle dans plus de passages qu'une personne mature et sensée ne se sent à l'aise de l'admettre », le film reçoit 3½ étoiles sur cinq. Une autre, répertoriée sur Metacritic ou Rotten Tomatoes est celle d'Owen Gleiberman d'Entertainment Weekly, qui a donné au film un C+ et a fait la remarque suivante : « Le film se moque sans pitié du charabia hipster satisfait de lui-même de Juno, et c'est assez drôle de voir Hannah Montana continuer à promouvoir ses produits dérivés alors qu'elle gît écrasée et mourante sous un météore».
Dans un épisode de 2017 de la série Big Fan d'ABC, Kim Kardashian a révélé qu'elle était mortifiée par la scène de la mort de son personnage dans le film et qu'elle « ne pouvait pas la regarder ».

### Liste des pires films
Disaster Movie est quatorzième dans le sondage Empire des 50 pires films de tous les temps, en 2010. En 2012, il est inclus dans la liste des 66 pires films de tous les temps de Total Film. C'est devenu le film le moins bien classé sur la liste des 100 pires films d'IMDb quelques jours après sa première,.

### Box-office
Lors de ses débuts dans les salles américaines, Disaster Movie a rapporté 2 023 130 $ le jour de sa sortie, 5 836 973 $ pour le week-end de trois jours et 6 945 535 $ pour le week-end de quatre jours (y compris la fête du Travail). Le film n'a pas eu autant de succès commercial que les précédentes sorties de Friedberg et Seltzer. Avec un budget de 20 millions de dollars, il a rapporté 14 190 901 $ aux États-Unis et 17 492 474 $ à l'international pour un total mondial de 31 683 375 $, moins de la moitié des recettes de Spartatouille.

## Édition vidéo
Le DVD et le Blu-ray sort le 6 janvier 2009. Ils comprennent tous deux une édition « Cataclysmic » non censurée et la version cinéma, toutes deux avec les mêmes bonus. Environ 410 934 unités DVD ont été vendues, générant 8 447 690 $ de recettes en octobre 2009.[réf. nécessaire]

## Bande originale
La bande originale de Disaster Movie, composée par Christopher Lennertz, mélange musique originale et titres existants. Le film inclut plusieurs chansons et parodies, mais il n’y a pas eu de sortie officielle d’un album complet pour cette bande-son[réf. nécessaire].

## Distinctions
Le 21 janvier 2009, le film est nommé six fois à la 29e cérémonie des Razzie Awards,. Les nominations concernaient le pire film, la pire actrice dans un second rôle (pour Carmen Electra), la pire actrice dans un second rôle (pour Kim Kardashian), le pire réalisateur, le pire scénario et le pire préquelle, remake, rip-off ou suite.